# مو (منفی)
مو (به ژاپنی: 無)، (به کره‌ای: 무) (با حروف لاتین: Mu)، که به چینی آن را وو ( به چینی کلاسیک:無 ؛ به چینی ساده‌شده:无)، واژه یا اصطلاحی است که آن را به "بدونِ" یا "عدم" ترجمه می‌کنند که واژه‌ای کلیدی در بوداگرایی به ویژه در چان و ذن است.

## واژه

کاراکتر 無 در یکی از فرم‌های نوشتاری قدیمی.

واژه چینی وو (無)، از زبان‌های آسیای شرقی و به ویژه سینو-زنیک چینی، ژاپنی، کره‌ای و ویتنامی گرفته شده‌است.

### معنی
برخی از برابرهای فارسی آن چنین‌اند:
- نه، بدونِ، نبودِ، نداشتن، ن منفی‌ساز
- خلأ، تهی، هیچ
- عدم وجود چیزی، نبودن، فقدان، نداشتن، غیرممکن، آگاهی کامل انسان

در زبان‌های امروزی چینی، ژاپنی و کره‌ای، معمولاً به صورت پیشوند برای بیان نبود چیزی بکار گرفته می‌شود.

ترتیب نوشتن خطوط کاراکتر 無.

در اصل کاراکتر وو (無)، به معنی رقص بوده‌است و بعدها آن را برای معنی نبودن یا هیچ استفاده کرده‌اند. اشکال اولیه کاراکتر 無، شخصی را نشان می‌داده که دست‌هایش را باز کرده و چیزی را گرفته‌است (احتمالاً آستین لباس، منگوله یا زیورآلات) و برای مفهوم رقص یا رقصنده به کار می‌رفت. بعدها 無 را برای واژه «نبود» بکار بردند و با آوردن کاراکتر 舛 به جای بخش پایین 無، واژه 舞 را ساختند که امروزه برای بیان مفهوم رقص بکار می‌رود.

## مو-کوآن

کاراکتر 無 در فرم خوشنویسی خمیده. چگونگی و ترتیب نوشتن آنرا می‌توانید در [//en.wikipedia.org/wiki/File:無-cursive-order.gif این تصویر متحرک] ببینید.

دروازهٔ بی‌دروازه، مجموعه‌ای از کوآن‌های ذن است که در قرن سیزدهم میلادی گردآوری شده و هم در عنوان خود (Wumenguan or Mumonkan 無門關) از واژه Wu یا Mu استفاده کرده و هم در اولین کوآن خود که عنوان آن "سگ جوشو" (Joshu's Dog 趙州狗子) نام دارد. در چان چینی، 無 Mu را "دروازهٔ به سوی روشن‌شدگی" می‌نامد. در آیین رینزایی-ذن ژاپن، مو-کوآن را با نام هوشین (hoshin 発心) به معنی "تصمیم برای رسیدن به روشنی" (resolve to attain enlightenment) می‌دانند که برای تازه‌واردانی در جستجوی طبیعت بودا مفید است.
کوآن اول در کتاب دروازهٔ بی‌دروازه چنین است:
| چینی                                           | ترجمه فارسی                                                                               |
| ---------------------------------------------- | ----------------------------------------------------------------------------------------- |
| 趙州和尚、因僧問、狗子還有佛性也無。州云、無。 | رهروی از ژائوژو کونگ‌شن (به ژاپنی: جوشو) پرسید: "آیا سگ سرشت بودا دارد؟" استاد گفت: "نه!". |

- مقصود از «سرشت بودا» در پرسش رهرو، بوداگی یا بودا شدن است که همان بیداری و روشن‌شدگی است. جواب استاد «وو» (Wu) (به چینی: 無) بود که در زبان چینی هم حرف نفی است به معنی «نه»، و هم «وو» که صدای سگ را تقلید می‌کند. روزی دیگر، رهرو دیگری از استاد پرسید: "آیا سگ سرشت بودا دارد؟" استاد گفت: "بله" (اُو با تلفظ u).[۲]